# マリー・ダルブレ (ルテル女伯)
マリー・ダルブレ（Marie d'Albret, 1491年3月25日 - 1549年10月27日）は、ルテル女伯（在位：1500年 - 1549年）。1500年8月23日に死去した母シャルロットから9歳で伯位を継承した。ヌヴェール伯シャルルと結婚した。

## 生涯
マリーはオルヴァル領主ジャン・ダルブレとルテル女伯シャルロット・ド・ヌヴェールの長子として1491年3月25日にキュフィー城で生まれた。コマンジュ伯オデ・ド・フォワと結婚したシャルロットおよびエレーヌ（1495年7月16日 - 1519年10月28日）の2人の妹と、ヌヴェール司教ジャック・ダルブレおよびノートルダム・ド・ヌヴェール女子修道院長フランソワーズ・ダルブレの2人の庶出のきょうだいがいる。
父方の祖父母はオルヴァル領主アルノー・アマニュー・ダルブレ（1463年没）とイザベル・ド・ラ・トゥール・ドーヴェルニュ（1488年9月8日没、オーヴェルニュ伯・ブローニュ伯ベルトラン5世とジャケット・デュ・ペシンの娘）、母方の祖父母はヌヴェール伯・ルテル伯ジャン2世とポーリーヌ・ド・ブロスである。また、マリーの父方の高祖父は、1415年のアジャンクールの戦いでフランス軍を指揮していたときに戦死したフランス軍司令官シャルル1世・ダルブレであった。
マリーは、メイヤン・アン・ベリー城でシャルロットが死去すると、9歳でルテル女伯となった。

## 結婚と子女
1504年1月25日、マリーはヌヴェール伯シャルルと結婚した。2人の間には1男が生まれた。
- フランソワ1世（1516年 - 1562年）[2] - 初代ヌヴェール公、ルテル伯

マリーは1521年に夫と死別したが、1539年にヌヴェール公妃の称号を用いている。
1549年10月27日、マリーはパリにおいてオテル・ド・ヌヴェールにおいて58歳で死去した。息子フランソワがルテル伯位を継承した。